# Auguste Prézeau
Auguste Prézeau SMM (* 26. Dezember 1871 in Talmont-Saint-Hilaire, Département Vendée; † 2. Dezember 1909) war ein französischer römisch-katholischer Ordensgeistlicher und Apostolischer Vikar von Shiré.

## Leben
Auguste Prézeau trat der Ordensgemeinschaft der Montfortaner bei und empfing 1896 das Sakrament der Priesterweihe. Papst Pius X. bestellte ihn am 3. Dezember 1903 zum ersten Apostolischen Präfekten von Shiré.
Infolge der Erhebung der Apostolischen Präfektur Shiré zum Apostolischen Vikariat ernannte ihn Papst Pius X. am 15. April 1908 zum Titularbischof von Adraa und zum ersten Apostolischen Vikar von Shiré. Der Apostolischer Vikar von Sansibar, Emil August Allgeyer CSSp, spendete ihm am 4. Oktober desselben Jahres die Bischofsweihe. Als Presbyter assistens wirkte der emeritierte Apostolische Präfekt von Zanguebar, Étienne Baur CSSp.